# Resolutie 57 Veiligheidsraad Verenigde Naties
Resolutie 57 van de Veiligheidsraad van de Verenigde Naties werd unaniem goedgekeurd op 18 september 1948.

## Achtergrond
De Algemene Vergadering van de Verenigde Naties had beslist de Zweed Folke Bernadotte als bemiddelaar van de Verenigde Naties naar Palestina te zenden. Hij kon een bestand onderhandelen met de Palestijnse en Joodse partijen in het land. Op 17 september 1948 werd hij in Jeruzalem door zionistische militanten doodgeschoten terwijl hij zich in een wagen bevond. Samen met hem kwam ook de Franse waarnemer André Serot om bij de aanslag.

## Inhoud
De Veiligheidsraad wass diep geschokt door de tragische dood van VN-bemiddelaar Bernadotte door de laffe daad, die schijnbaar was gedaan een groep terroristen in Jeruzalem, terwijl de VN-vertegenwoordiger zijn taak om vrede te bewerkstelligen vervulde.
Besloten werd de secretaris-generaal te vragen de vlag van de Verenigde Naties gedurende drie dagen halfstok te hangen. De secretaris-generaal kreeg toestemming alle kosten in verband met de begrafenis van de VN-bemiddelaar op rekening van het Werkingskapitaalfonds te maken. De leden van de Veiligheidsraad zouden aanwezig zijn op de begrafenis, vertegenwoordigd door de voorzitter of degene die door de voorzitter was aangewezen.

## Nasleep
Bernadotte werd als bemiddelaar opgevolgd door de Amerikaan Ralph Bunche, die in 1949 tot de Armistice-overeenkomst kon komen.

## Verwante resoluties
- Resolutie 54 Veiligheidsraad Verenigde Naties bepaalde dat de situatie een gevaar voor de vrede was.
- Resolutie 59 Veiligheidsraad Verenigde Naties over het onderzoek naar de dood van de bemiddelaar en de verdere toepassing van de vorige resoluties.
- Resolutie 60 Veiligheidsraad Verenigde Naties richtte een subcomité op om een nieuwe resolutie voor te bereiden.
- Resolutie 61 Veiligheidsraad Verenigde Naties besloot het bestand in voege te houden.

Lijst ·  38 ·  39 ·  40 ·  41 ·  42 ·  43 ·  44 ·  45 ·  46 ·  47 ·  48 ·  49 ·  50 ·  51 ·  52 ·  53 ·  54 ·  55 ·  56 ·  57 ·  58 ·  59 ·  60 ·  61 ·  62 ·  63 ·  64 ·  65 ·  66